# Subotica (Banja Luka, BiH)
Subotica je naselje u Gradu Banja Luka, Republika Srpska, BiH.

## Stanovništvo
Nacionalni sastav stanovništva 1991. godine, bio je sljedeći:
ukupno: 163
- Srbi - 163

## Vanjske poveznice
- Satelitska snimka[neaktivna poveznica]